# Bánh phồng Sơn Đốc
Bánh phồng Sơn Đốc (hay còn có tên khác là bánh phồng chuồi) là một loại bánh phồng, có xuất xứ từ xã Hưng Nhượng, huyện Giồng Trôm, tỉnh Bến Tre. Nghề làm bánh phồng Sơn Đốc đã được xếp hạng Di sản văn hóa phi vật thể quốc gia vào năm 2018.

## Nguyên liệu
Bánh phồng Sơn Đốc có nguyên liệu chính gồm nếp sáp và dừa khô vừa rám vàng. Tuy nhiên, người làm phải chọn nếp rặt hảo hạng, còn dừa lấy nước cốt chỉ chọn loại mới khô.
Ngoài hai nguyên liệu chính, bánh phồng Sơn Đốc được làm bằng hai loại bột nếp và bột khoai mì, kèm theo đó là mè, đậu xanh, sầu riêng, trứng gà, sữa, nước cốt dừa... để ra một số biến thể.

## Chế biến
Nếp được hấp cách thủy thành xôi, sau đó quết với nước cốt dừa và đường. Hỗn hợp xôi sau khi quết xong được chia nhỏ, cán đều thành bánh, đặt lên chiếu và đem đi phơi. Sau khi phơi xong, bánh sẽ được nướng trong vòng 1 tiếng, có thể bảo quản được hơn 1 tháng.

## Biến thể
Bánh phồng Sơn Đốc thường có rất nhiều biến thể như bánh phồng chuối, bánh phồng sữa, bánh phồng nếp, bánh phồng mì... Tuy nhiên, bánh phồng chuối và bánh phồng nếp được xem là loại bánh phồng phổ biến nhất cho đến ngày nay.
Biến thể bánh phồng mì và bánh phồng chuối ra đời vào những năm 1990, trong đó chuối được ép trên bánh phồng khoai mì, trở thành một đặc sản của Bến Tre.

## Làng nghề
Làng nghề bánh phồng Sơn Đốc được hình thành hơn 100 năm trước và tồn tại cho đến ngày nay. Năm 2001, để phát triển làng nghề Bánh phồng Sơn Đốc và để cạnh tranh trên thị trường, một số người dân đã lập ra Hợp tác xã Bánh phồng Sơn Đốc. Cho đến năm 2014, tại xã Hưng Nhượng đã có hơn 70 lò bánh và đã từng được xuất khẩu ra nước ngoài.
Hiện nay, làng nghề Bánh phồng Sơn Đốc đang chuyển dần sử dụng máy quết, máy cán và máy cắt chạy bằng điện, có thể ra lò lên đến 10.000 chiếc, gấp năm lần so với làm bằng tay. Làng nghề đã trở thành một địa điểm du lịch tại Bến Tre, tham quan cách chế biến và cách làm sản phẩm.

## Trong văn hóa
Trong dân gian, có câu hát nhắc về Bánh phồng Sơn Đốc: Bánh tráng Mỹ Lồng, bánh phồng Sơn Đốc để chỉ hai đặc sản tại Bến Tre.
Vào mỗi dịp Tết, bánh phồng Sơn Đốc cùng với bánh tráng Mỹ Lồng trở thành lễ vật cúng Ông Táo và cúng ông bà tổ tiên đối với người Bến Tre.